# Nancy Chodorow
Nancy Julia Chodorow (New York, 20 gennaio 1944) è una sociologa e psicanalista statunitense. Femminista, è autrice di numerosi libri. Studiosa della funzione materna, è considerata tra le principali voci della teoria femminista psicanalitica ed è membro della International Psychoanalytical Association. Per molti anni è stata professoressa di sociologia e psicologia clinica all'Università della California - Berkeley, dalla quale si è ritirata nel 2005. Il suo libro, La funzione materna (The Reproduction of Mothering, 1978) è stato scelto da Contemporary Sociology come uno dei dieci libri più influenti degli ultimi venticinque anni.

## Biografia
Chodorow si è laureata al Radcliffe College di Cambridge e ha conseguito il dottorato di ricerca alla Brandeis University. Membro dell'Istituto di Psicoanalisi di San Francisco e di Boston, dove svolge funzione di training e di analista supervisione, ha insegnato sociologia all'Università della California - Berkeley, fino al 2005. È lecturer di psichiatria alla Cambridge Health Alliance, Harvard Medical School.

## Pensiero
Chodorow vede le differenze di genere come formazioni di compromesso del complesso edipico. Partendo dall'affermazione di Freud secondo cui l'individuo nasce bisessuale e la madre del bambino è il suo primo oggetto sessuale, Chodorow, basandosi sul lavoro di Karen Horney e Melanie Klein, osserva che il bambino forma il suo Ego in reazione alla figura dominante della madre. Il figlio maschio emula il padre nell'interesse possessivo nella madre. Questo compito non è semplice per la bambina perché essa tenta di far diventare il padre suo nuovo oggetto d'amore, ma è ostacolata nella formazione del suo ego dall'intenso legame con la madre. Dove i figli maschi di solito sperimentano l'amore come una relazione diadica, le figlie sono catturate in un triangolo libidico in cui l'ego viene tirato tra l'amore per il padre, l'amore della madre e la preoccupazione per il rapporto del padre con la madre. Per Chodorow, il contrasto tra le esperienze amorose diadiche e triadiche spiega la costruzione sociale dei ruoli di genere, il degrado universale delle donne nella cultura, i modelli cross-culturali nel comportamento maschile e la tensione civile in Occidente dopo la seconda ondata del femminismo. Nel matrimonio, la donna perde interesse per il sesso e lo riserva per i figli. La sua ambivalenza nei confronti del sesso spinge lontano il maschio e dedica le sue energie ai bambini finché non raggiungono la maturità sessuale.

## Opere principali
- The Reproduction of Mothering. Psychoanalysis and the Sociology of Gender, Berkeley (CA), The University of California Press, Inc., 1978 (trad. italiana: La funzione materna. Psicanalisi e sociologia del ruolo materno, Milano, La Tartaruga Edizioni, 1991); 2nd Updated Edition, 1999.
- Feminism and Psychoanalytic Theory, New Haven (CT), Yale University Press, 1999.
- Femininities, Masculinities, Sexualities: Freud and Beyond, 1994, Lexington (KY), The University Press of Kentucky (trad. italiana: Femminile, maschile, sessuale. Sigmund Freud e oltre, Milano, La Tartaruga Edizioni, 1995); 2nd Edition, 1998.
- The Power of Feelings. Personal Meaning in Psychoanalysis, Gender, and Culture, New Haven (CT), Yale University Press, 1999.
- Individualizing Gender and Sexuality. Theory and Practice, London and New York, Routledge, 2011.
- The Psychoanalytic Ear and the Sociological Eye. Toward an American Independent Tradition, London and New York, Routledge, 2019.